# Henrique Andrade Silva
Henrique Andrade Silva, meglio noto come Henrique (San Paolo, 9 maggio 1985), è un ex calciatore brasiliano, di ruolo attaccante.

## Carriera
Ha giocato nella massima serie dei campionati australiano e thailandese.